# Katoliccy patroni Europy

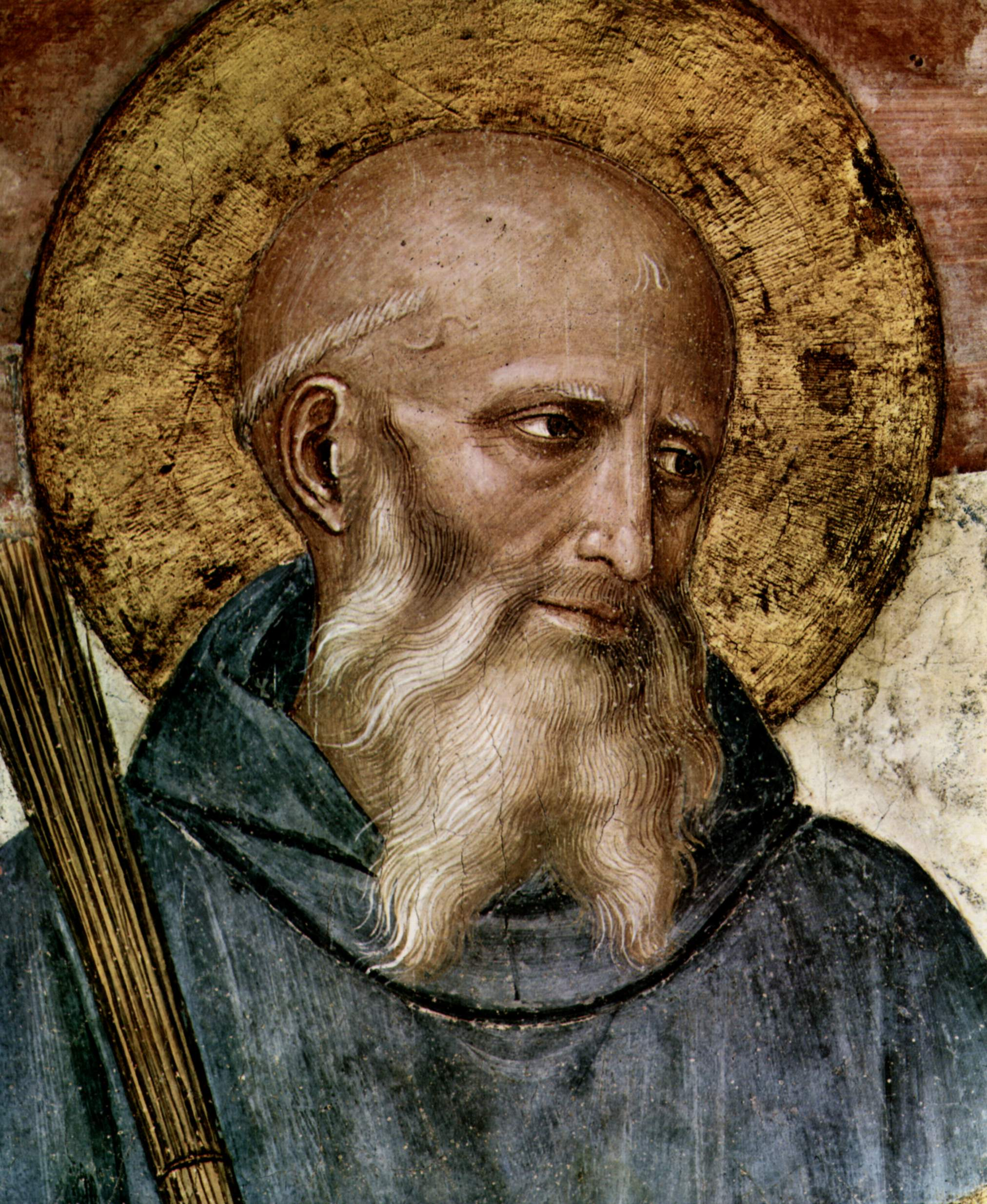
Św. Benedykt z Nursji – pierwszy patron Europy na fresku Fra Angelico.

Katoliccy patroni Europy – tytuł patrona nadany przez papieża i używany przez Kościół łaciński, odzwierciedlający szczególny kult i wstawiennictwo danego świętego oraz jego wkład w rozwój chrześcijańskiej Europy.
Pierwszym patronem Europy został ogłoszony w 1964 roku Benedykt z Nursji w trakcie soboru watykańskiego II przez Pawła VI, który podkreślił w ten sposób rolę jaką zakony oparte na jego regule odegrały w łączeniu tradycji Wschodu i Zachodu oraz cywilizowaniu Europy.

## Współpatroni
- Cyryl i Metody – ogłoszeni współpatronami w 1980 roku przez Jana Pawła II[1].
- Brygida Szwedzka[2],
- Katarzyna ze Sieny[3],
- Teresa Benedykta od Krzyża – ogłoszone listem motu proprio współpatronkami 1 października 1999 przez Jana Pawła II[4].

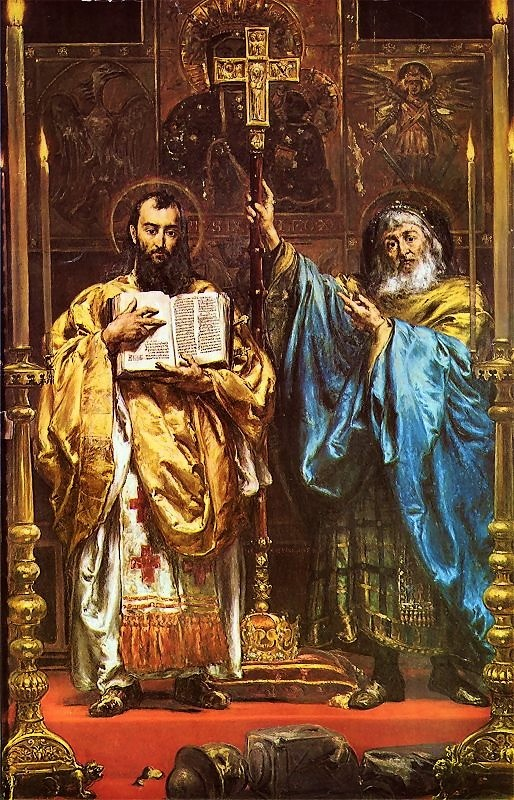
Obraz świętych Cyryla i Metodego pędzla Jana Matejki.
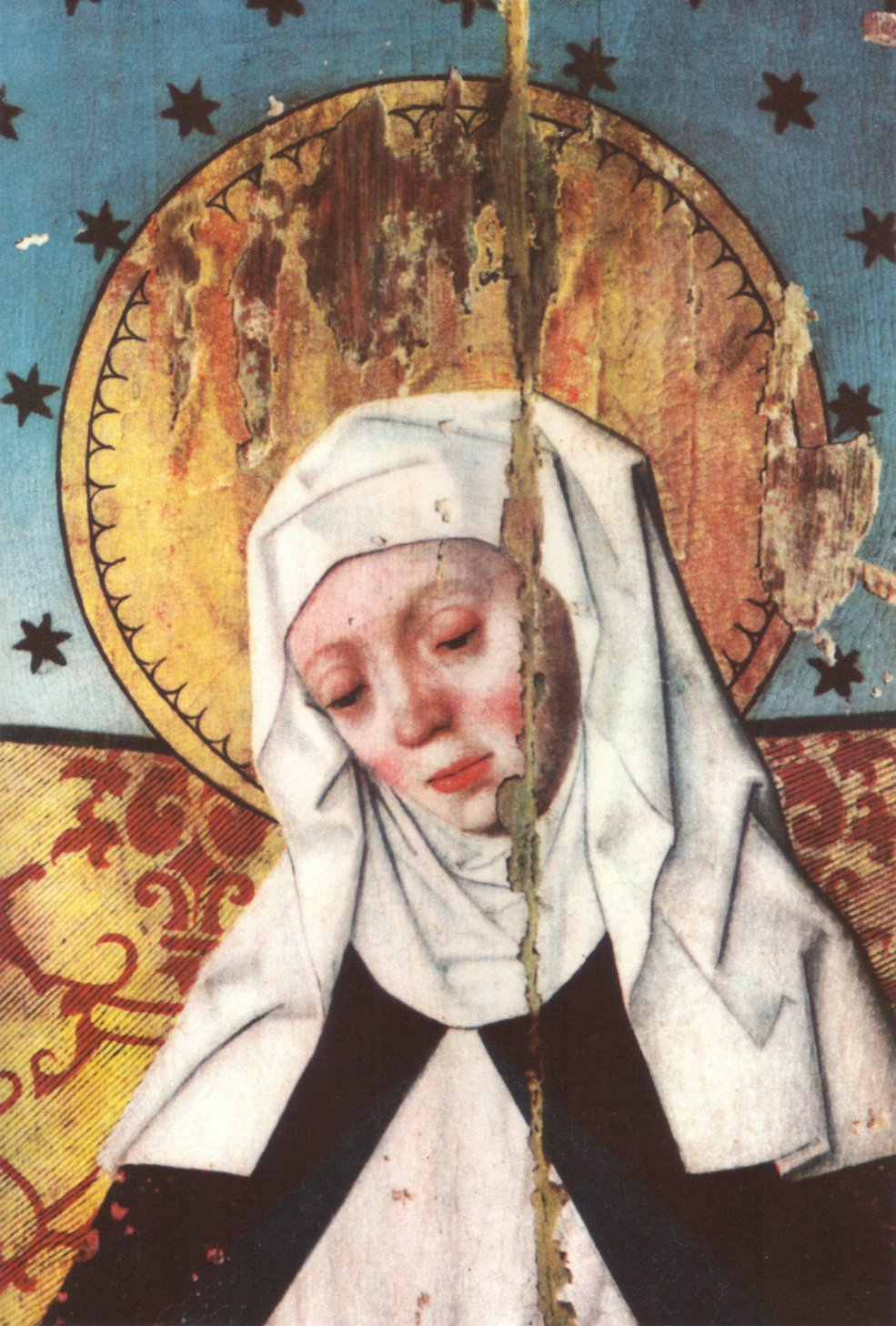
Św. Brygida w kościele w Salem.
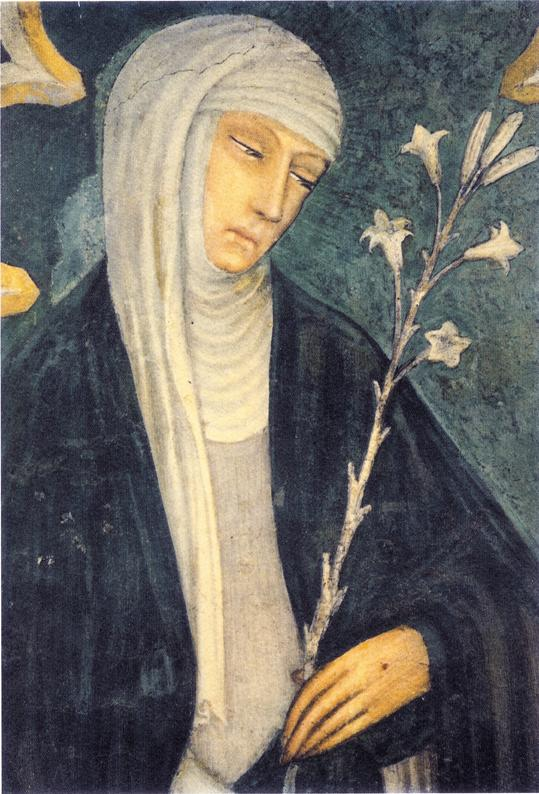
Św. Katarzyna (fresk z kościoła św. Dominika w Sienie).
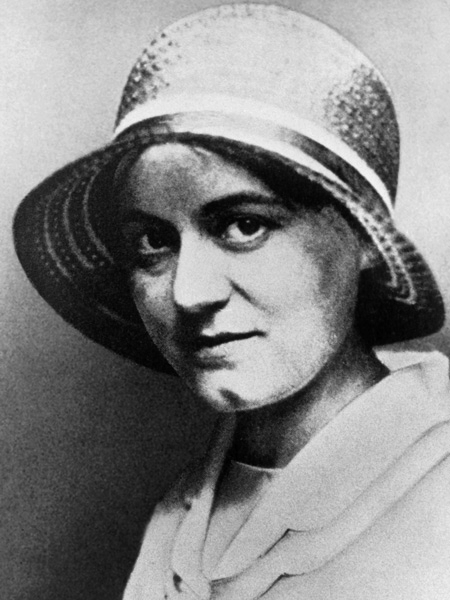
Edyta Stein, św. Teresa Benedykta od Krzyża.